# L'École pour tous
Pour plus de détails, voir Fiche technique et Distribution.
L’École pour tous est un  film français réalisé par Éric Rochant, sorti le 18 octobre 2006.

## Synopsis
Jahwad a trente ans, bac moins huit et quatre redoublements à son actif. Il est recherché par la police et sa famille ne le supporte plus. Un jour, une occasion inespérée lui est offerte, celle de retourner au collège. Après tout, c’est bien le collège : il y a de l’ambiance, on y apprend des tas de mots, les filles sont jolies, les camarades sont sympathiques et il n’y a pas de policiers.
Tout va pour le mieux, à un détail près : Jahwad a pris la place d’un prof.

## Fiche technique
Source IMDb
- Réalisation : Éric Rochant
- Scénario : Éric Rochant, Marcia Romano et Mara Goyet
- Producteur : Éric Juherian et Mathias Rubin
- Production : Récifilms
- Musique originale : Marco Prince
- Directeur de la photographie : Pierre Novion
- Montage : Pascale Fenouillet
- Création des décors : Thierry François
- Costumes : Véronique Doërr
- Décors : Thierry François
- Distribution : Mars Distribution
- Genre : comédie
- Format : couleur - 35 mm - 1,85:1 - son Dolby Digital - procédé cinématographique : sphérique
- Durée : 97 minutes (1 h 37)
- Pays d'origine :  France
- Langue : français
- Date de sortie : 
  - France : 18 octobre 2006

## Distribution
Source IMDb
- Arié Elmaleh : Jawhad
- Élodie Navarre : Pivoine
- Vincent Desagnat : M. Leroux
- Nader Boussandel : Yacine
- Noémie Lvovsky : Mme Krikorian
- Samuel Labarthe : le Principal
- Chloé Coulloud : Cindy
- Aymen Saïdi : Karim
- Doria Achour : Ambre
- Oscar Copp : Kevin
- Magyd Cherfi : le Père de Brendon
- Gilles Cohen : Jean-Christophe Despalin
- Irina Muluile : Halimata
- Valérie Bonneton : Mirelle « Pashmina »
- Thierry Godard : un flic
- Reda Oudra : Brendon
- Emmanuelle Hubert : Carole
- Sabrina Boudaoud : Aïcha
- Sabrina Lehioui : Djamila
- Sabrina Benhammou : Leïla
- Adama Karaguera : Jérémy
- Souhil Guernouti : Nabil
- Nadia Boudaoud : Zora
- Benjamin Euston : Mario
- Walli N'diaye : Wilfried
- Florence Denou : Anouck Vibrot
- Youva Ben mammar : Hakim
- Kahena Saighi : Samia
- Abeline Tchignoumba : Clarisse

## Production

### Tournage
Le tournage se déroule au collège de la Pléiade, à Sevran.

## Bande originale
Sauf indication contraire ou complémentaire, les informations mentionnées dans cette section proviennent du générique de fin de l'œuvre audiovisuelle présentée ici.
- Vent frais, vent du matin (joué au pipeau).

## Nomination
- 32e cérémonie des César : Nomination au César du meilleur espoir masculin (Arié Elmaleh)